# Władimir Połonski
Władimir Iwanowicz Połonski, właśc. Ruwen Gierszewicz Połonski (ur. 17 czerwca 1893 w Tobolsku, zm. 30 października 1937 w Moskwie) – radziecki polityk żydowskiego pochodzenia, I sekretarz KC Komunistycznej Partii (bolszewików) Azerbejdżanu w latach 1930-1933.
Od 1908 pracował w Petersburgu jako robotnik portowy, później elektryk. Od 1912 w SDPRR(b), od 1913 członek Centralnego Zarządu Petersburskiego Związku Metalowców, 1914 aresztowany za działalność wywrotową, 1915 wydalony administracyjnie do guberni tobolskiej, po rewolucji lutowej został sekretarzem Centralnego Zarządu Związku Metalowców w Moskwie. Brał udział w rewolucji październikowej w Moskwie, od 1918 komisarz dywizji Frontu Zachodniego, później Południowego, następnie Południowo-Wschodniego. 1920 przewodniczący Południowego Biura Centralnej Rady Związków Zawodowych, od 1920 przewodniczący Biura Organizacyjnego KC Związku Zawodowego Górników i sekretarz KC tego związku, później przewodniczący Rady związków Zawodowych Guberni Niżny Nowogród, 1925-1928 sekretarz wykonawczy rejonowego komitetu RKP(b) w Moskwie, od 19 grudnia 1927 do 25 czerwca 1937 kandydat na członka KC RKP(b)/WKP(b). Od 18 września 1930 do 9 stycznia 1931 II sekretarz Komitetu Obwodowego WKP(b) w Moskwie, od stycznia do sierpnia 1930 i ponownie w latach 1935-1937 sekretarz Centralnej Rady Związków Zawodowych, od sierpnia 1930 do lutego 1933 I sekretarz KC Komunistycznej Partii (bolszewików) Azerbejdżanu - faktyczny przywódca Azerbejdżańskiej SRR. Od 19 listopada 1930 do 31 października 1931 II sekretarz Krajowego Komitetu WKP(b) Zakaukazia, następnie do 1933 III sekretarz tego komitetu. Od stycznia do sierpnia 1933 kierownik Wydziału Organizacyjno-Instruktorskiego KC WKP(b), następnie do 1935 kierownik wydziału politycznego ludowego komisariatu łączności ZSRR i I zastępca ludowego komisarza. Odznaczony Orderem Czerwonego Sztandaru Pracy. 22 czerwca 1937 aresztowany, następnie stracony.